# Pushball (personen)
Pushball is een klassieke maar zeldzame collegesport in Engeland.
Twee ploegen, al dan niet van verschillende scholen, moeten het tegen elkaar opnemen om een bal van 1.80 meter naar het andere kamp te duwen.
Deze sport staat bekend om de vele ongevallen die jaar na jaar tijdens de wedstrijden gebeurden.
Pushball is in 1891 in de Verenigde Staten ontstaan en wordt nu nog steeds op enkele Amerikaanse Universiteiten gespeeld (Freshmen vs. Sophomore). Maar ook het Amerikaanse leger gebruikt deze balsport al decennia voor conditietraining en teambuilding bij hun cadetten.
In 1902 werd voor het eerst pushball met paarden gespeeld.